# Manto inferior (Tierra)
El manto inferior representa aproximadamente el 56% del volumen total de la Tierra, y es la región de 660 a 2900 km debajo de la superficie de la Tierra; entre la zona de transición y el núcleo externo. El modelo de referencia preliminar de la Tierra (PREM) separa el manto inferior en tres secciones, la superior (660–770 km), manto medio inferior (770–2700 km) y la capa D (2700–2900 km). La presión y la temperatura en el manto inferior varían de 24-127 GPa y de 1900-2600 K. Se ha propuesto que la composición de la capa inferior es pirolítico, que contiene tres fases principales de bridgmanita, ferropericlasa y silicato de calcio perovskita. Se ha demostrado que la alta presión en el manto inferior induce una transición de rotación de bridgmanita y ferropericlasa portadoras de hierro, que puede afectar tanto la dinámica del penacho del manto como la química del manto inferior.

## Propiedades físicas
El manto inferior se etiquetó inicialmente como la capa D en el modelo esférico simétrico de Bullen de la Tierra. El modelo sísmico PREM del interior de la Tierra separó la capa D en tres capas distintivas definidas por la discontinuidad en las velocidades de las ondas sísmicas:
- 660–770 km: una discontinuidad en la velocidad de la onda de compresión (6-11%) seguida de un gradiente pronunciado es indicativo de la transformación del mineral ringwoodita en bridgmanita y ferropericlasa y la transición entre la capa de la zona de transición al manto inferior.
- 770–2700 km: aumento gradual de la velocidad indicativo de la compresión adiabática de las fases minerales en el manto inferior.
- 2700–2900 km: la capa D se considera la transición del manto inferior al núcleo externo.

La temperatura del manto inferior varía de 1960 K en la capa superior a 2630 K a una profundidad de 2700 km. Los modelos de la temperatura de la convección aproximada del manto inferior como la contribución primaria de transporte de calor, mientras que la conducción y la transferencia de calor radiactivo se consideran insignificantes. Como resultado, el gradiente de temperatura del manto inferior en función de la profundidad es aproximadamente adiabático. El cálculo del gradiente geotérmico observó una disminución de 0.47 K/km en el manto inferior superior a 0.24 K/km a 2600 km. 

## Composición
El manto inferior se compone principalmente de tres componentes, bridgmanita, ferropericlasa y perovskita de silicato de calcio (CaSiO3-perovskita). La proporción de cada componente ha sido un tema de discusión históricamente donde se sugiere que la composición global sea, 
- Pirolítico: derivado de las tendencias de composición petrológica del peridotita del manto superior, lo que sugiere homogeneidad entre el manto superior e inferior con una relación Mg/Si de 1.27. Este modelo implica que el manto inferior está compuesto por 75% de bridgmanita, 17% de ferropericlasa y 8% de CaSiO3-perovskita en volumen.[4]
- Condrítico: sugiere que el manto inferior de la Tierra se acreció de la composición del meteorito condrítico, lo que sugiere una relación Mg/Si de aproximadamente 1. Esto infiere que bridgmanita y CaSiO3-perovskitas son componentes principales.

Los experimentos de laboratorio de compresión multi-yunque de condiciones simuladas de pirolita de la geotermia adiabática y midieron la densidad utilizando difracción de rayos X in situ. Se demostró que el perfil de densidad a lo largo de la geoterma está de acuerdo con el modelo PREM. El primer cálculo del principio del perfil de densidad y velocidad a través de la geoterma del manto inferior de la proporción variable de bridgmanita y ferropericlasa observó una coincidencia con el modelo PREM en una proporción de 8:2. Esta proporción es consistente con la composición volumétrica pirolítica en el manto inferior. Además, los cálculos de velocidad de onda de corte de una composición pirolítica del manto inferior considerando elementos menores dieron como resultado una coincidencia con el perfil de velocidad de corte PREM dentro del 1%. Por otro lado, los estudios espectroscópicos de Brillouin a presiones y temperaturas relevantes revelaron que un manto inferior compuesto por más de 93% de fase bridgmanita tiene velocidades de onda de corte correspondientes a las velocidades sísmicas medidas. La composición sugerida es consistente con un manto inferior condrítico. Por lo tanto, la composición general del manto inferior es actualmente un tema de discusión. 

## Zona de transición de giro
El entorno electrónico de dos minerales que contienen hierro en el manto inferior (bridgmanita, ferropericlasa) pasa de un estado de alto giro (HS) a un estado de bajo giro (LS). El Fe2+ en la ferropericlasa experimenta la transición entre 50-90 GPa. La Bridgmanita contiene Fe3+ y Fe2+ en su estructura, el Fe2+ ocupa el sitio A y pasa a un estado LS a 120 GPa. Mientras que el Fe3+ ocupa los sitios A y B, el sitio B Fe3+ experimenta una transición de HS a LS a 30-70 GPa mientras que el sitio A Fe3+ intercambia con el catión Al3+ del sitio B y se convierte en LS. Esta transición de rotación del catión de hierro da como resultado un aumento en el coeficiente de partición entre ferropericlasa y bridgmanita a 10-14, la bridgmanita se empobrece y se enriquece la ferropericlasa de Fe2+. Se informa que la transición de HS a LS afecta las propiedades físicas de los minerales que contienen hierro. Por ejemplo, se informó que la densidad y la incompresibilidad aumentan de HS a LS en ferropericlasa. Los efectos de la transición de rotación sobre las propiedades de transporte y la reología del manto inferior se están investigando y discutiendo actualmente mediante simulaciones numéricas. 